# Kup Maršala Tita 1968-1969
La Kup Maršala Tita 1968-1969 fu la 22ª edizione della Coppa di Jugoslavia. 2250 squadre parteciparono alle qualificazioni (estate ed autunno 1968), 16 furono quelle che raggiunsero la coppa vera e propria, che si disputò dal 2 marzo al 19 giugno 1969.
Il detentore era la Stella Rossa, che in questa edizione uscì in semifinale. I biancorossi vinsero il campionato.
Il trofeo fu vinto dalla Dinamo Zagabria che sconfisse in finale l'Hajduk Spalato. Per i zagabresi fu il quinto titolo in questa competizione.

Il successo diede alla Dinamo l'accesso alla Coppa delle Coppe 1969-1970.

## Qualificazioni
```
Queste due partite disputate dal 
Orijent
:
[
5
]

Orijent - Konstruktor               2-0
Orijent - Rovigno                   0-3
```

### Sedicesimi di finale
| Squadra 1            | Risultato | Squadra 2               |                                                                        |
| -------------------- | --------- | ----------------------- | ---------------------------------------------------------------------- |
| (3) Karlovac         | 0 – 3     | Hajduk Spalato (1)      | hajduk.hr                                                              |
| (1) Dinamo Zagabria  | 4 – 1     | Zara (2)                | gnkdinamo.hr Archiviato il 18 settembre 2021 in Internet Archive.      |
| (1) Partizan         | 1 – 0     | Radnički Kragujevac (2) | partizanopedia.rs                                                      |
| (1) Vojvodina        | 2 – 0     | Metalac Valjevo (3)     | fkvojvodina.com                                                        |
| (1) Olimpia Lubiana  | 3 – 1     | Maribor (1)             | Tomaž Vindiš                                                           |
| (2) Crvenka          | 1 – 4     | Stella Rossa (1)        | redstarbelgrade.rs Archiviato il 7 settembre 2021 in Internet Archive. |
| (2) Bačka B. Palanka | 3 – 2     | Proleter Zrenjanin (1)  | fsgzrenjanin.com                                                       |

## Ottavi di finale
| Squadra 1             | Risultato   | Squadra 2            |
| --------------------- | ----------- | -------------------- |
| (2) Borovo            | 0 – 2       | Stella Rossa (1)     |
| (2) Budućnost         | 2 – 3 (dts) | Partizan (1)         |
| (1) Hajduk Spalato    | 3 – 1       | Sloboda Tuzla (2)    |
| (2) Napredak Kruševac | 2 – 0       | Vardar (1)           |
| (1) Radnički Niš      | 0 – 1       | Dinamo Zagabria (1)  |
| (1) Rijeka            | 1 – 0       | Bor (1)              |
| (1) Vojvodina         | 1 – 3       | Bačka B. Palanka (2) |
| (1) Željezničar       | 1 – 0       | Olimpia Lubiana (1)  |

## Quarti di finale
| Squadra 1            | Risultato   | Squadra 2             |
| -------------------- | ----------- | --------------------- |
| (2) Bačka B. Palanka | 1 – 2 (dts) | Hajduk Spalato (1)    |
| (1) Dinamo Zagabria  | 1 – 0       | Željezničar (1)       |
| (1) Partizan         | 2 – 1       | Rijeka (1)            |
| (1) Stella Rossa     | 4 – 0       | Napredak Kruševac (2) |

## Semifinali
| Squadra 1          | Risultato             | Squadra 2           |
| ------------------ | --------------------- | ------------------- |
| (1) Hajduk Spalato | 1 – 0                 | Stella Rossa (1)    |
| (1) Partizan       | 0 – 0 (dts) (2-4 dtr) | Dinamo Zagabria (1) |

## Finale
La finale è terminata in parità e, non essendo previsti i tiri di rigore, si è resa necessaria la disputa della ripetizione.
| Squadra 1           | Risultato           | Squadra 2          |
| ------------------- | ------------------- | ------------------ |
| (1) Dinamo Zagabria | 3 – 3 (dts)         | Hajduk Spalato (1) |
| (1) Dinamo Zagabria | 3 – 0 (ripetizione) | Hajduk Spalato (1) |

### Prima gara
| Arbitro: | Milivoje Gugulović (Niš) |

|                                |           |                                      |
| Gucmirtl 23’ Zambata 71’, 110’ | Marcatori | 16’ Pavlica 74’ Bošković 100’ Vardić |

| Dinamo | Hajduk |

|                 |  |                     |          |
|                 |  |                     |          |
| P               |  | Fahrija Dautbegović |          |
| D               |  | Branko Gračanin     |          |
| D               |  | Rudolf Cvek         | Uscita   |
| D               |  | Rudolf Belin        |          |
| D               |  | Mladen Ramljak      |          |
| C               |  | Josip Gucmirtl      |          |
| C               |  | Denijal Pirić       |          |
| C               |  | Filip Blašković     |          |
| C               |  | Krasnodar Rora      |          |
| A               |  | Slaven Zambata      |          |
| A               |  | Marijan Čerček      | Uscita   |
| A disposizione: |  |                     |          |
| D               |  | Marijan Brnčić      | Ingresso |
| A               |  | Marijan Novak       | Ingresso |
| Allenatore:     |  |                     |          |
| Ivica Horvat    |  |                     |          |

|                 |  |                    |          |
|                 |  |                    |          |
| P               |  | Ante Sirković      |          |
| D               |  | Dragan Holcer      |          |
| D               |  | Vinko Cuzzi        |          |
| D               |  | Ivan Buljan        |          |
| D               |  | Miroslav Bošković  |          |
| C               |  | Aleksandar Ristić  |          |
| C               |  | Ivan Hlevnjak      |          |
| C               |  | Miroslav Vardić    |          |
| C               |  | Petar Nadoveza     |          |
| A               |  | Džemaludin Mušović |          |
| A               |  | Ivan Pavlica       | Uscita   |
| A disposizione: |  |                    |          |
| A               |  | Mladen Matijanić   | Ingresso |
| Allenatore:     |  |                    |          |
| Dušan Nenković  |  |                    |          |

### Ripetizione
| Arbitro: | Milivoje Gugulović (Niš) |

|                                 |           |  |
| Belin 18’ Zambata 85’ Vabec 90’ | Marcatori |  |

| Dinamo | Hajduk |

|                 |  |                     |          |
|                 |  |                     |          |
| P               |  | Fahrija Dautbegović |          |
| D               |  | Branko Gračanin     |          |
| D               |  | Rudolf Cvek         |          |
| D               |  | Rudolf Belin        |          |
| D               |  | Mladen Ramljak      |          |
| C               |  | Josip Gucmirtl      |          |
| C               |  | Denijal Pirić       |          |
| C               |  | Filip Blašković     |          |
| C               |  | Krasnodar Rora      | Uscita   |
| A               |  | Slaven Zambata      |          |
| A               |  | Marijan Novak       | Uscita   |
| A disposizione: |  |                     |          |
| A               |  | Drago Vabec         | Ingresso |
| A               |  | Marijan Čerček      | Ingresso |
| Allenatore:     |  |                     |          |
| Ivica Horvat    |  |                     |          |

|                 |  |                    |          |
|                 |  |                    |          |
| P               |  | Radomir Vukčević   |          |
| D               |  | Dragan Holcer      |          |
| D               |  | Vinko Cuzzi        | Uscita   |
| D               |  | Ivan Buljan        | Uscita   |
| D               |  | Miroslav Bošković  |          |
| C               |  | Aleksandar Ristić  |          |
| C               |  | Ivan Hlevnjak      |          |
| C               |  | Miroslav Vardić    |          |
| A               |  | Miroslav Ferić     |          |
| A               |  | Džemaludin Mušović |          |
| A               |  | Ivan Pavlica       |          |
| A disposizione: |  |                    |          |
| D               |  | Petar Bonačić      | Ingresso |
| C               |  | Petar Nadoveza     | Ingresso |
| Allenatore:     |  |                    |          |
| Dušan Nenković  |  |                    |          |